# 真・女神転生トレーディングカード
『真・女神転生トレーディングカード』（しん・めがみてんせいトレーディングカード）は、女神転生シリーズを題材にしたトレーディングカードゲーム。エンターブレインのほか、プロパシフィックジャパン、ホビージャパン、メディアファクトリーなどから発売された。

## 概要
女神転生シリーズを題材に、エンターブレインから発売されたトレーディングカードゲーム（当初はアスキー発行、アスペクト発売だったが、アスキーがゲーム部門を分離したためエンターブレインに移った）。
裏面は真・女神転生の六芒星とデビルサマナーの陰陽マークが描かれている。1パック10枚入り。後に発売されたスターターパックは60枚入りで発売されていた。
カードのイラストは当初は『真・女神転生デビルサマナー』、『女神異聞録ペルソナ』、『デビルサマナー ソウルハッカーズ』のものを使用していたが、シリーズが進むにつれ、『真・女神転生if...』、『ペルソナ2 罪・罰』、『真・女神転生』、『真・女神転生II』のものも登場するようになり、最後には『真・女神転生 NINE』、『真・女神転生III-NOCTURNE』までの10作品のイラストがカード化された。
悪魔やキャラクター、アイテムについては金子一馬、副島成記による公式イラストがそのまま使われているが、原画が存在しないカードについては木下ともたけらが描き下ろしている。
1997年11月13日に発売された女神転生シリーズの「デビルサマナー ソウルハッカーズ」にプロモーションとして先行で1枚が封入され、1997年12月12日に正式に第1弾が発売された。その後約半年に1度のペースでブースターパックが発売され、1000種類以上のカードがリリースされたが2003年11月28日発売の9弾を最後に6年に渡るシリーズは終了した。
2020年、海外ファンによるアーカイブ活動が行われていることが話題となった。

## ゲーム内容

### ルール
プレイヤーは200ポイントのHPを持つデビルサマナー（悪魔召喚師）。アタックにより相手にダメージを与え、先に相手のHPを0にした方が勝ちとなる。プレイヤーは60枚のカードで構成されるデッキをそれぞれ1組ずつ使用する。
悪魔の召喚、アイテムの使用、魔法の使用にはいずれもマグネタイトが必要。マグネタイトはパートナーカードや仲魔カードから放出できるが、NEUTRAL、LAW、CHAOS、LIGHT、DARKの5種類の属性が存在し、NEUTRAL以外のマグネタイトは属性が一致しないと使用できない。このため、デッキを構築する際はマグネタイトを提供するパートナーや仲魔と召喚に必要な仲魔のマグネタイトの属性をなるべく一致させた方がよい。

### カードの種類
仲魔カード
様々な特殊能力を使う悪魔たちのカード。相手への攻撃および相手からの攻撃の防御に使える。召喚には属性に応じたマグネタイトが必要。2身合体あるいは3身合体（場に召喚済みの仲魔を2体ないし3体消費）しないと召喚できない仲魔もいる。仲魔からマグネタイトを放出することもできる。LIGHT属性は背景が赤、NEUTRAL属性は背景が茶色、DARK属性は背景がグレー。
パートナーカード
人間キャラクターのカード。場に男女一人ずつ出すことができる。召喚コストが不要で、悪魔召喚に必要な属性マグネタイトを提供できる。
葛葉キョウジ、レイ・レイホゥ、南条圭、エリー、ネミッサ、アレフ　など主役級からサブキャラまで様々。
魔法カード
敵にダメージを与える攻撃魔法の他、HPを回復させたり、特殊能力を発動したり様々な効果がある。
パートナー、仲魔が使うことができる。使用にはマグネタイトが必要。
アイテムカード
武器、防具、道具、電装（プログラム）などの種類がある。場に置いて使用するもの、装備するもの、消耗品などの種類がある。使用にはマグネタイトが必要。
レアリティ表記は特にされていないが、ホログラム加工されたキラカードはレアリティが高い。

### シリーズ
真・女神転生トレーディングカード 第1弾
1997年12月12日発売 全180種
真・女神転生デビルサマナーがメインだが、女神異聞録ペルソナからも一部登場している。
真・女神転生トレーディングカード 第2弾
1998年8月10日発売 全245種
デビルサマナーソウルハッカーズがメイン。真・女神転生if...や女神異聞録ペルソナからも一部登場。
真・女神転生トレーディングカード 第3弾
1999年3月12日発売 全134種
第1弾に未収録だった真・女神転生デビルサマナーの悪魔がメイン。
真・女神転生トレーディングカード 第4弾 NEO GENESIS
1999年9月30日発売 全180種
ペルソナ2罪から登場。真・女神転生I、真・女神転生IIのイラストにCG彩色を施したカードも。
真・女神転生トレーディングカード 第5弾 黙示録戦争(Apocalypse war)
2000年7月7日発売 全180種
ペルソナ2罪から登場。真・女神転生I、真・女神転生IIのイラストにCG彩色を施したカードも。
真・女神転生トレーディングカード 第6弾 ケイオス・マスカレイド
2001年3月16日発売 全180種
ペルソナ2罰から登場。真・女神転生I、真・女神転生IIのイラストにCG彩色を施したカードも。
真・女神転生トレーディングカードゲーム eins SEVENTH SANCTUARY
2001年9月22日発売 全153種
真・女神転生トレーディングカードゲーム zwei Artificial Life
2002年3月7日発売 全176種
真・女神転生トレーディングカードゲーム drei MONUMENT OF GODDESS
2003年11月28日発売 全108種
真・女神転生NINE、真・女神転生IIIから登場。

#### 真・女神転生トレーディングカードゲーム Monument of Reincarnation
2022年12月21日発売 全125種
『真・女神転生シリーズ』30周年を記念して、プレミアムバンダイにて販売。
真・女神転生トレーディングカードゲーム drei MONUMENT OF GODDESSを中心にリデザインした103種（パラレル9種含む）、真・女神転生Ⅴのイラストを使用した22種を収録。

2022年12月21日

#### ゲームに同梱されたプロモーションカード
デビルサマナー ソウルハッカーズ（SS）
英雄ジークフリート
女神異聞録ペルソナ（Win）
イゴール
ペルソナ2罪 通常版（PS）
ルイ・サイファー
ペルソナ2罰 通常版（PS）
南条圭
ペルソナ2罪 ベスト版（PS）
邪鬼ギリメカラ、英雄ラーマ、地母神キュベレのうち、いずれか1枚
ペルソナ2罰 ベスト版（PS）
天野舞耶
真・女神転生（PS）
ザ・ヒーロー、ロウヒーロー、カオスヒーローのうち、いずれか1枚
真・女神転生トレーディングカード カードサマナー（GBC）
大天使ヤマオカ 予約特典として英雄マサカド
真・女神転生II（PS）
アレフ、ヒロコ、ベスのうち、いずれか1枚

#### 関連商品
真・女神転生トレーディングカード バインダー
周防達也のスペシャルカード同梱。
真・女神転生トレーディングカード コンプリートバイブル
第1弾から第4弾までのカードリスト、ルール説明、漫画『転生真語』（金澤尚子）などを収録。葛葉キョウジのスペシャルカード同梱。2000年4月14日発売。
ISBN 4-7561-3397-5

## 真・女神転生CG戦記 ダンテの門
真・女神転生CG戦記 ダンテの門（しんめがみてんせい かーどげーむせんき ダンテのもん）は真・女神転生トレーディングカードを題材にした漫画。原作：牧野修、作画：亜熱夏央（現：甘空なぎ）。ファミ通の兄弟誌ファミ通ブロスに連載された。ブロスコミックス全4巻。
1. ISBN 978-4-7572-0420-1
2. ISBN 978-4-7572-0551-2
3. ISBN 978-4-7572-0736-3
4. ISBN 978-4-7577-0150-2

## 真・女神転生トレーディングカード カードサマナー
『カードサマナー』は真・女神転生トレーディングカードを題材にしたゲームボーイカラー用ソフト。
カードの種類は480種以上。
真・女神転生TCGのルールやカードを踏襲しているが、30枚からのデッキでプレイが可能だったり、合体で特技が継承されなかったりとルールが簡略化がされている。
カードゲーム未体験のプレイヤーでも楽しめるようにチュートリアルが充実していて、ゲームを進めながらルールを理解できるようになっている。
通信ケーブルを使用しての2人対戦やカードのトレードが可能。岡田耕始監修。
真・女神転生トレーディングカード カードサマナー公式ガイドブック
アトラス監修の攻略本。2001年8月3日発売。
ISBN 978-4-7577-0528-9

## その他の真・女神転生関連トレーディングカード
エンターブレイン版も含め、最初のTCGとは互換性のないトレーディングカードシリーズが複数発売されている。

### ビジュアルトレーディングカード 真・女神転生クロニクル第1弾
プロパシフィックジャパンより発売されたトレーディングカード。2000年8月25日発売。
全185種類。1パック6枚入り。第2弾以降未発売。

### 真・女神転生エンサイクロペディア トレーディングカード
ホビージャパンより発売されたトレーディングカード。2001年1月31日発売。1パック8枚入り。

### 真・女神転生デビルチルドレン カードゲーム
メディアファクトリーより発売された真・女神転生デビルチルドレンのトレーディングカードゲーム。
真・女神転生デビルチルドレン カードゲーム 第1弾
全205種類
真・女神転生デビルチルドレン カードゲーム 第2弾
全103種類
真・女神転生デビルチルドレン カードゲーム 第3弾
全133種類
真・女神転生デビルチルドレン カードゲーム 第4弾
全161種類
真・女神転生デビルチルドレン カードゲーム 第5弾
全126種類
真・女神転生Dチルドレン カードゲーム バージョンIシリーズ
2002年11月22日発売 全145種類
真・女神転生Dチルドレン カードゲーム バージョンIIシリーズ
全97種類

### 真・女神転生カードゲーム
メディアファクトリーより2003年7月25日からリリースされたトレーディングカードゲーム。
最も新しいメガテンのTCGシリーズだがこれも2004年の10月以来新作はリリースされていない。スターターはカード60枚入り。ブースターは1パック10枚入り。
真・女神転生カードゲーム NOCTURNE Ver.
2003年7月25日発売　全222種
真・女神転生カードゲーム NOCTURNE Ver.第2弾
2004年1月30日発売　全140種
真・女神転生カードゲーム デビルサマナーワールド
2004年10月15日発売　全108種

### アクエリアンエイジSagaII エキストラパック
ブロッコリーから発売されているトレーディングカードゲームアクエリアンエイジの拡張パック。本来は女神転生シリーズとは無関係なTCGだが、他社の版権を使った拡張パックが何種類も発売されている。その一つとして真・女神転生III-NOCTURNEマニアクス関連のカードが収録されたパックが発売された。
1パック5枚入り。
アクエリアンエイジSagaII エキストラパック 真・女神転生Ⅲ-NOCTURNEマニアクス
2004年1月29日発売　全15種

### ヴァイスシュヴァルツ
ブシロードから発売されているトレーディングカードゲームヴァイスシュヴァルツの拡張パック。女神転生シリーズとは無関係なTCGだが、前述のアクエリアンエイジ同様、他社の版権を使った拡張パックが発売されており、その一つとしてペルソナ3、ペルソナ4、ペルソナ 〜トリニティ・ソウル〜関連のカードが収録されたエクストラパックが発売された。

### ブシロードトレーディングカードセレクション
ブシロードから発売されているトレーディングカードシリーズ。Vol.8、Vol.9ではペルソナ 〜トリニティ・ソウル〜が扱われており、ヴァイスシュヴァルツ用のPRカードも1パックに1枚封入されている。